# San Francisco Jayacaxtepec
San Francisco Jayacaxtepec är en ort i Mexiko.   Den ligger i kommunen Totontepec Villa de Morelos och delstaten Oaxaca, i den sydöstra delen av landet, 400 km sydost om huvudstaden Mexico City. San Francisco Jayacaxtepec ligger 1 566 meter över havet och antalet invånare är 816.
Terrängen runt San Francisco Jayacaxtepec är bergig åt sydväst, men åt nordost är den kuperad. Runt San Francisco Jayacaxtepec är det ganska glesbefolkat, med 25 invånare per kvadratkilometer. Närmaste större samhälle är La Candelaria, 4,4 km öster om San Francisco Jayacaxtepec. I omgivningarna runt San Francisco Jayacaxtepec växer i huvudsak städsegrön lövskog.